# Tourner dans le vide
"Tourner dans le vide" (tạm dịch: Quay trong bóng đêm) là một bài hát sáng tác bởi nhạc sĩ người Pháp Indila. Nó được phát hành với tư cách là đĩa đơn thứ hai của album phòng thu của cô, Mini World. Bài hát được làm phổ biến bởi một trend TikTok gắn liền với ngôi sao nổi tiếng và cựu vận động viên kickboxing chuyên nghiệp Andrew Tate.

## Xếp hạng

### Xếp hạng hàng tuần
| Xếp hạng (2014)           | Hạng cao nhất |
| ------------------------- | ------------- |
| Bỉ (Ultratop 50 Wallonia) | 11            |
| Pháp (SNEP)               | 13            |

| Xếp hạng (2022)         | Hạng cao nhất |
| ----------------------- | ------------- |
| Hungary (Single Top 40) | 38            |

### Xếp hạng hết năm
| Xếp hạng (2014)        | Vị trí |
| ---------------------- | ------ |
| Bỉ (Ultratop Wallonia) | 30     |
| Pháp (SNEP)            | 44     |